# St. Cosmas und Damian (Wunstorf)

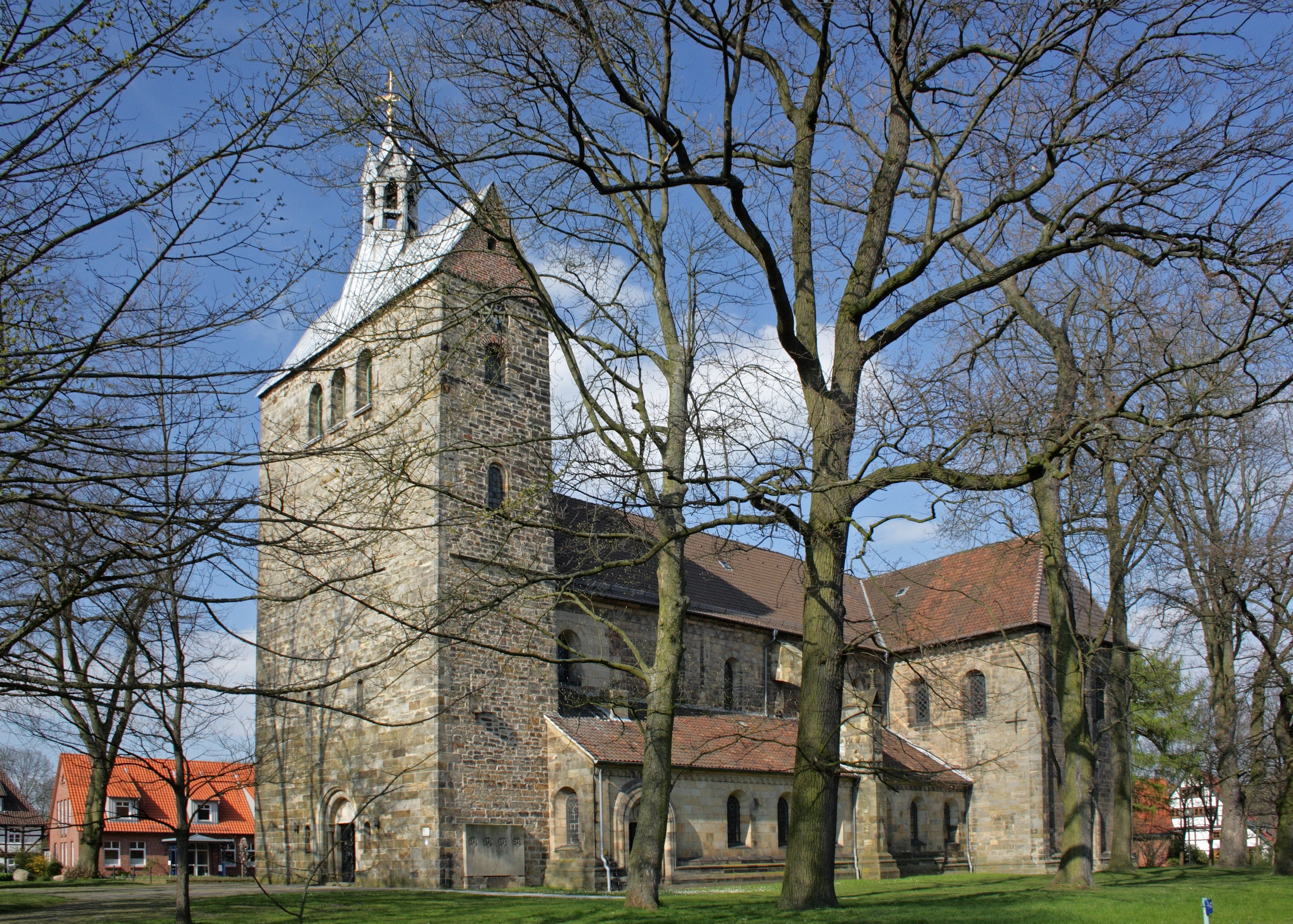
St. Cosmas und Damian

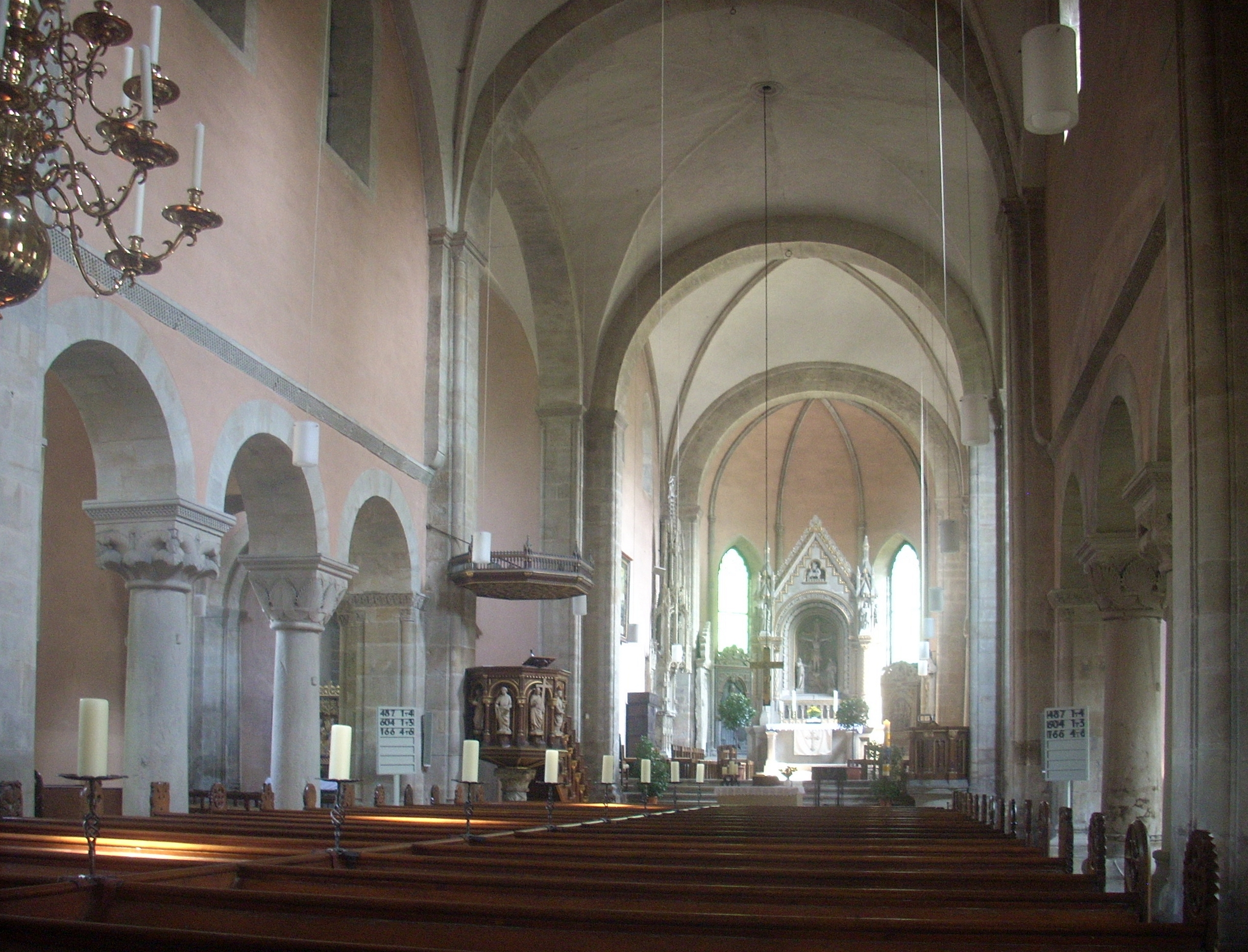
Inneres nach Osten

St. Cosmas und Damian in Wunstorf ist eine heute evangelische Kirche, die auf ein 871 durch den Bischof Theoderich von Minden gegründetes Kanonissenstift zurückgeht. Sie erhielt ihren Namen von den Zwillingsbrüdern Cosmas und Damian und diente im Mittelalter sowohl als Archidiakonatskirche als auch als Stifts- und Pfarrkirche. Umgangssprachlich wird die Kirche lokal als Stiftskirche bezeichnet, um sie gegen die nahegelegene Stadtkirche (auch Marktkirche genannt) St. Bartholomäi abzugrenzen.

## Baubeschreibung

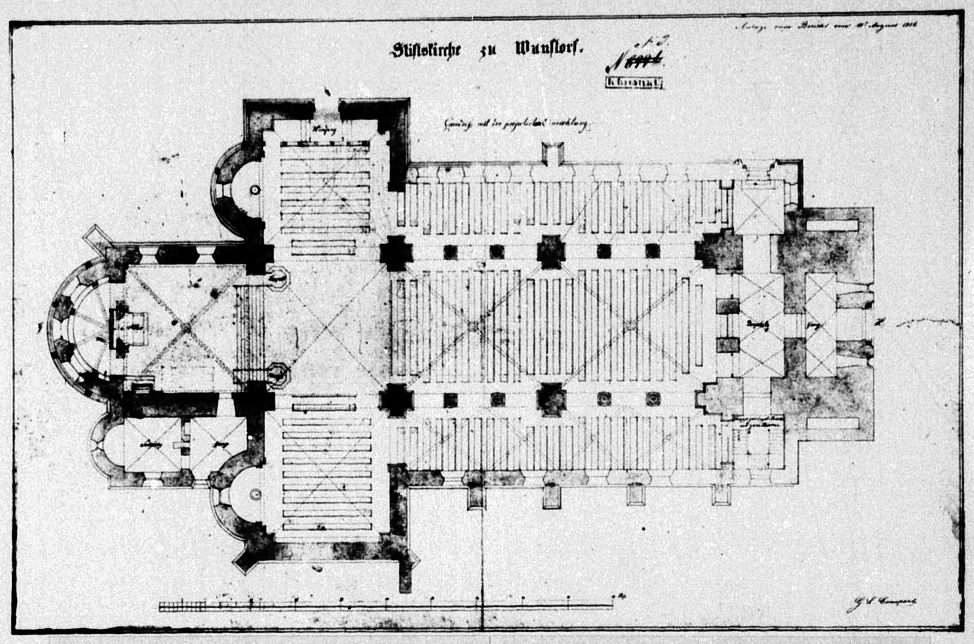
Grundriss der Stiftskirche

Von der wahrscheinlich nach einer Brandkatastrophe 1010 errichteten ottonischen Basilika blieb die wuchtige Dreierarkade im Westbau erhalten. Die Reste deuten auf ein dreitürmiges Westwerk hin, das riegelartig vor einem dreischiffigen Langhaus lag.
Nach der Zerstörung der Kirche und des Stiftes um 1183 wurde die Kirche in großen Teilen neu errichtet. Diesem Neubau in der zweiten Hälfte des 12. Jahrhunderts entstammt die in wesentlichen Teilen erhaltene kreuzförmige, romanische Gewölbebasilika aus Bruchstein und Quadern mit Westturm. Trotz baulicher Veränderungen im 14. und 17. Jahrhundert sowie einer umfassenden Restaurierung in der Zeit von 1853 bis 1859 unter den Landbaumeistern Eduard Wellenkamp und Georg Ludwig Comperl spiegelt die Kirche die Bautradition des westlichen Sachsens im letzten Drittel des 12. Jahrhunderts unter Heinrich dem Löwen wider.

## Orgel
Die Orgel wurde 1859 von dem Orgelbauer Eduard Meyer (Hannover) gebaut und zusammen mit der renovierten Kirche eingeweiht. 1939/1940 wurde das Klangbild nachhaltig verändert, indem zahlreiche grundtönige Register durch höher-klingende Register ersetzt wurden. Das Instrument hat 37 Register auf drei Manualen und Pedal. Erst 1987 erhielt die Orgel neue Prospektpfeifen, nun wieder, wie für Prospektpfeifen üblich, aus einer Zinnlegierung. Die ursprünglichen Prospektpfeifen waren 1917 zu Kriegszwecken abgegeben worden und zunächst nicht angemessen ersetzt worden.
| I Hauptwerk C–f³ |       |   |
| Principal        | 16′   |   |
| Bordun           | 16′   |   |
| Principal        | 8′    |   |
| Rohrflöte        | 8′    |   |
| Quintadena       | 8′    |   |
| Octav            | 4′    |   |
| Gemshorn         | 4′    |   |
| Quinte           | 2 ⁄3′ | W |
| Octav            | 2′    |   |
| Mixtur IV-VI     |       |   |
| Trompete         | 8′    |   |

| II Brustwerk C–f³ |       |   |
| Quintadena        | 16′   |   |
| Principal         | 8′    |   |
| Gemshorn          | 8′    |   |
| Octav             | 4′    |   |
| Rohrflöte         | 4′    |   |
| Waldflöte         | 2′    |   |
| Sifflöte          | 1 ⁄3′ | W |
| Scharf IV         |       | W |
| Schalmey          | 4′    | W |

| III Oberwerk C–f³ |       |   |
| Gedact            | 8′    |   |
| Koppelflöte       | 4′    | W |
| Rohrnasat         | 2 ⁄3′ | W |
| Octav             | 2′    |   |
| Sifflöte          | 1′    | W |
| Zimbel III        |       |   |
| Krummhorn         | 8′    |   |

| Pedal C–f¹ |     |   |
| Subbass    | 16′ |   |
| Violon     | 16′ |   |
| Principal  | 8′  |   |
| Bordun     | 8′  |   |
| Octav      | 4′  |   |
| Weitflöte  | 2′  | W |
| Mixtur IV  |     | W |
| Posaune    | 16′ |   |
| Trompete   | 8′  |   |
| Trompete   | 4′  | W |

- Anmerkungen:

W = 1940 ersetzt grundtönigeres Register.

## Glocken
In dem turmartigen querrechteckigen Westriegel befinden sich vier Kirchenglocken aus Bronze, von denen drei aus der Radlerschen Glockengießerei, Hildesheim stammen und bis 1964 das Glockengeläut der Stiftskirche bildeten. Dann kam aus der nahe gelegenen Stadtkirche St. Bartholomäi eine weitere, historische Glocke aus dem Jahr 1727 hinzu, die Thomas Riedeweg, Hannover gegossen hatte.
| Glocke | Gussjahr | Gießer                      | Gewicht | Durchmesser | Schlagton |
| ------ | -------- | --------------------------- | ------- | ----------- | --------- |
| 1      | 1898     | Johann Jakob Radler & Söhne | 2200 kg | 1577 mm     | h°+3      |
| 2      | 1926     | Gebr. Radler, Hildesheim    | 1300 kg | 1306 mm     | d'+3      |
| 3      | 1727     | Thomas Riedeweg, Hannover   | 1150 kg | 1249 mm     | e'±0      |
| 4      | 1926     | Gebr. Radler, Hildesheim    | 0660 kg | 1051 mm     | fis'+1    |

In der Turmlaterne befinden sich zwei annähernd tongleiche Schlagglocken (gis″) aus dem 14. Jahrhundert und aus dem Jahr 1859.

## Kirchenraub
Die über Sachsen und Norddeutschland berühmt-berüchtigte und weit verzweigte sowie großräumig operierende Räuberbande des Nikol List (1654–1699) wurde besonders durch spektakuläre Kirchenraube bekannt, so jene des Hamburger Doms, der Goldenen Tafel zu Lüneburg sowie der Braunschweiger Katharinenkirche – durchaus unter hiesiger Beteiligung, denn dieses Gauner-Syndikat hatte in Blumenau und Umgebung wichtige Stützpunkte sowie eine größere Zahl von Mitgliedern. Folglich fanden auch zahlreiche Raubzüge in die Umgebung statt, darunter die Heimsuchung der Wunstorfer Stiftskirche Cosmas und Damian in der Nacht zum 27. März 1696. Dabei ließen sie alle dem „Gottesdienst gewidmeten heiligen Gefäße“, darunter die „vasa sacra“, mitgehen, wie auch zwei vergoldete und zum Teil mit Edelsteinen besetzte Kelche, zwei vergoldete Hostienteller, eine große silberne Kanne etc., und sie verschonten nicht einmal den Armenkasten.